# Onosma paphlagonicum
Onosma paphlagonicum är en strävbladig växtart som beskrevs av Joseph Friedrich Nicolaus Bornmüller. Onosma paphlagonicum ingår i släktet Onosma och familjen strävbladiga växter. Inga underarter finns listade i Catalogue of Life.